# Kachu Pukur
Kachu Pukur è una suddivisione dell'India, classificata come census town, di 5.348 abitanti, situata nel distretto di Malda, nello stato federato del Bengala Occidentale. In base al numero di abitanti la città rientra, seppur di poco, nella classe V (da 5.000 a 9.999 persone).

## Società

### Evoluzione demografica
Al censimento del 2001 la popolazione di Kachu Pukur assommava a 5.348 persone, delle quali 2.730 maschi e 2.618 femmine. I bambini di età inferiore o uguale ai sei anni assommavano a 653, dei quali 332 maschi e 321 femmine. Infine, coloro che erano in grado di saper almeno leggere e scrivere erano 3.773, dei quali 2.100 maschi e 1.673 femmine.